# سيرجيو غارسيا (لاعب غولف)
سيرجيو غارسيا (بالإسبانية: Sergio García Fernández)‏ (و. 1980  م) هو لاعب غولف إسباني، ولد في كاستيون دي لا بلانا، شارك في الغولف في الألعاب الأولمبية الصيفية 2016.

## جوائز وترشيحات
حصل على جوائز منها:
- جائزة لوريوس الرياضية العالمية لأفضل إنجاز في العام (2000)
- الميدالية الذهبية للاستحقاق الرياضي في إسبانيا ‏.

ترشح لـ:
- Laureus World Sports Award for Comeback of the Year [الإنجليزية]‏ (2012)
- Best Male Golfer ESPY Award [الإنجليزية]‏ (2002)
- جائزة لوريوس الرياضية العالمية لأفضل إنجاز في العام (2000)
- جائزة إيسبي لأفضل رياضي صاعد (2000).

## وصلات خارجية
- سيرجيو غارسيا على موقع IMDb (الإنجليزية)
- سيرجيو غارسيا على موقع رابطة لاعبي الغولف المحترفين (الإنجليزية)
- سيرجيو غارسيا على موقع رابطة أوروبا للاعبي الغولف المحترفين (الإنجليزية)
- سيرجيو غارسيا على موقع رابطة اليابان للاعبي الغولف المحترفين (الإنجليزية)
- سيرجيو غارسيا على موقع التصنيف العالمي الرسمي للغولف (الإنجليزية)
- سيرجيو غارسيا على موقع أوليمبيديا (الإنجليزية)

- سيرجيو غارسيا في قاعدة بيانات الأفلام على الإنترنت
- سيرجيو غارسيا  على موقع SportsReference  - سبورتس رفرنس